# Bertrand van Toulouse
Bertrand van Toulouse of Bertrand van Tripoli (?, ca. 1065 - Tripolis, 21 april 1112) was graaf van Toulouse, markies van Provence en eerste graaf van Tripoli.
Hij was de oudste zoon van Raymond IV van Toulouse, en werd 1096 regent over Toulouse tijdens zijn vaders campagne in de Eerste Kruistocht. Tussen 1098 en 1100 werd Bertrand afgezet door zijn nicht Filippa van Toulouse en haar man Willem IX van Aquitanië want deze wilden het graafschap veroveren om Willems kruistocht te kunnen betalen. In 1105 werd Bertrand dan echt graaf van Toulouse en in 1108 ging hij naar Tripoli om het te veroveren van zijn neef Willem Jordaan. Daarna bleef hij heerser van Tripoli tot zijn dood in 1112, hij werd daar opgevolgd door zijn zoon Pons van Tripoli. Toulouse, dat alweer in handen was gevallen van Willem IX van Aquitanië, liet hij na aan zijn halfbroer Alfons Jordaan
Bertrand huwde rond 1095 met Helena van Bourgondië (geb. 1080, overl. 1141), een dochter van Odo I van Bourgondië. Ze kregen drie kinderen;
- Pons van Tripoli, opvolger, graaf van Tripoli
- Filipe, (1099-1102)
- Ines of Ineke, huwde met Reinoud, heer van Margat

wapen van Tripoli

## Voorouders
| Voorouders van Bertrand of Toulouse (1065-1112) | Voorouders van Bertrand of Toulouse (1065-1112)                       | Voorouders van Bertrand of Toulouse (1065-1112)                       | Voorouders van Bertrand of Toulouse (1065-1112)                   | Voorouders van Bertrand of Toulouse (1065-1112)                   | Voorouders van Bertrand of Toulouse (1065-1112) | Voorouders van Bertrand of Toulouse (1065-1112) | Voorouders van Bertrand of Toulouse (1065-1112) | Voorouders van Bertrand of Toulouse (1065-1112) |
| ----------------------------------------------- | --------------------------------------------------------------------- | --------------------------------------------------------------------- | ----------------------------------------------------------------- | ----------------------------------------------------------------- | ----------------------------------------------- | ----------------------------------------------- | ----------------------------------------------- | ----------------------------------------------- |
| Overgrootouders                                 | Willem III van Toulouse (969-1037) ∞ Emma van Provence (~975-na 1063) | Willem III van Toulouse (969-1037) ∞ Emma van Provence (~975-na 1063) | Bernard I van La Marche (-1039) ∞ Amalia (-)                      | Bernard I van La Marche (-1039) ∞ Amalia (-)                      | ? (-) ∞ ? (-)                                   | ? (-) ∞ ? (-)                                   | ? (-) ∞ ? (-)                                   | ? (-) ∞ ? (-)                                   |
| Grootouders                                     | Pons van Toulouse (998-1060) ∞ Almodis van La Marche (~1020-1071)     | Pons van Toulouse (998-1060) ∞ Almodis van La Marche (~1020-1071)     | Pons van Toulouse (998-1060) ∞ Almodis van La Marche (~1020-1071) | Pons van Toulouse (998-1060) ∞ Almodis van La Marche (~1020-1071) | ? (-) ∞ ? (-)                                   | ? (-) ∞ ? (-)                                   | ? (-) ∞ ? (-)                                   | ? (-) ∞ ? (-)                                   |
| Ouders                                          | Raymond IV van Toulouse (1041-1105) ∞ ? (-)                           | Raymond IV van Toulouse (1041-1105) ∞ ? (-)                           | Raymond IV van Toulouse (1041-1105) ∞ ? (-)                       | Raymond IV van Toulouse (1041-1105) ∞ ? (-)                       | Raymond IV van Toulouse (1041-1105) ∞ ? (-)     | Raymond IV van Toulouse (1041-1105) ∞ ? (-)     | Raymond IV van Toulouse (1041-1105) ∞ ? (-)     | Raymond IV van Toulouse (1041-1105) ∞ ? (-)     |